# Longaví
Longaví ist eine Stadt und Gemeinde in der Provinz Linares in der Región del Maule in Chile. Bei der Volkszählung im Jahr 2017 hatte sie 30.534 Einwohner. Die Gemeinde erstreckt sich über eine Fläche von 1453,8 km².

## Geschichte
Während des Chilenischen Unabhängigkeitskrieges war die Region vom Guerra a muerte betroffen – einem Kampf zwischen den Truppen des chilenischen Heeres und den royalistischen Montoneras. Am 27. November 1825 kam es in der Nähe von Longaví zu einem blutigen Gefecht zwischen einem chilenischen Detachement von 60 Dragonern unter dem Befehl von Oberstleutnant Manuel Jordán Valdivieso und der Montonera der Brüder Pincheira. Das Gefecht endete mit dem Tod von Jordán und 51 Dragonern, die von zahlenmäßig weit überlegenen Kräften der Pincheira eingekreist und von allen Seiten angegriffen wurden. Die chilenische Niederlage löste große Beunruhigung in den südlich des Río Cachapoals gelegenen Ortschaften aus.
Im Jahr 1891, mit dem Dekret zur Schaffung von Gemeinden in Chile, wurde das Gebiet von Longaví der Gemeinde Linares zugeteilt. Ab 1897 begann man mit der Planung der Besiedlung des Gebiets, und 1904 wurde das Dorf Longaví offiziell gegründet. Die Forderungen zur Gründung einer eigenen Gemeinde begannen in den 1920er-Jahren, als ein Einheimischer, Arturo Alessandri, zum Präsidenten der Republik gewählt wurde. Es dauerte jedoch bis 1935, das eine entschlossene Bewegung der lokalen Bevölkerung die Abspaltung von Linares anstrebte. Dieses Mal wurde das Ziel erreicht – durch das Gesetz Nr. 5.963 von 1936.

## Bevölkerung
Laut der Volkszählung des Nationalen Statistikinstituts von 2002 hatte Longaví 28.161 Einwohner (14.649 Männer und 13.512 Frauen). Davon lebten 21.955 (78 %) in ländlichen Gebieten, während die Stadt Longaví 6206 Einwohner (22 %) hatte. Zwischen den Volkszählungen von 1992 und 2002 wuchs die Bevölkerung um 0,5 % (143 Personen). Im Jahr 2017 zählte man 30.534 Personen.